# London School of Economics
London School of Economics and Political Science bliver ofte refereret til som London School of Economics eller bare LSE. Skolen er et specialuniversitet lokaliseret i Houghton Street i det centrale London, tværs over Aldwych og ved siden af Royal Courts of Justice. LSE er en af verdens ledende social science-institutioner.. Universitetet har samtidig verdens mest internationale sammensætning af studerende  LSE havde den største procentdel af forskning klassificeret som værende i verdensklasse af alle universiteter i 2008 Research Assessment Exercise. Universitetet er et af verdens mest selektive og har den laveste optagelsesrate af alle universiteter i Storbritannien. Adskillige Nobelprisvindere og statsoverhoveder har læst eller undervist på LSE.